# Замок Каяни (Финляндия)
Замок Каяни(суахили Kajaneborg, фин. Kajaanin linna) — замок, построенный в XVII веке на острове реки Каяанийоки в центре города Каяани.
Во время Северной войны замок был взорван и целиком никогда больше не восстанавливался, однако его руины неоднократно подвергались консервации и реставрации. В плане форма фортификационного сооружения представляла собой прямоугольник, в двух углах которого были расположены полукруглые орудийные башни.

## История
Во время Северной войны 1716 года крепость была взята русскими войсками и в том же году превращена в руины. Первые раскопки и небольшой ремонт крепости проводился с 1890 по 1892 года. А затем благодаря тому, что во время строительства нового бетонного моста в 1936 году было обнаружено около 400 археологических находок, раскопки и реставрация были начаты летом 1937 года. При удалении земли было обнаружено ещё около 3000 предметов.
Горожане любят рассказывать предание о призраке, охраняющем сокровища, замурованные в старых стенах крепости. В праздничные дни в руинах замка проводятся массовые гуляния.
Главной его функцией должна была стать защита северных земель от карелов. Руководителем постройки был тогдашний губернатор Остроботнии. Изначально в основании замка находились стены и две башни. Уже в 1619 году замок функционирует как тюрьма, несмотря на то, что строительство крепости все ещё продолжалось. В середине XVII века вокруг замка благодаря новоиспеченному владельцу Кайяни начинает строиться город. Большинство деревянных конструкций было заменено на каменные, над сводчатыми строениями появилась батарея, возвели два флигеля. Завершилось строительство в 1666 году. Северная война затронула замок Каяни. Более месяца продолжалась осада замка русскими войсками. Из-за нехватки провизии и боевых припасов защитники крепости сдались. Крепость была взорвана, а её жители — пленены. В 1721 году замок снова стал принадлежать шведам. Гарнизон пребывал в Кайяни вплоть до конца XVIII века. В сегодняшнее время развалины замка являются символом города. В XIX веке он был дважды реконструирован.

### Раскопки и реставрация руин в 1937 году
В 1936 на острове, где расположен замок, выполнялись подготовительные работы по строительству опор для несущих конструкций нового бетонного моста. Во время рытья котлованов было сделано около 400 археологических находок. Это вызвало всеобщий интерес народа и привело к началу реставрационных работ уже следующим летом.
Раскопки и реставрация были начаты летом 1937 года. Многометровые наслоения земли и камня были удалены, стены починены и надстроены. Уже начавшие разрушаться куски кирпичной кладки 1890—1892 годов заменили природным камнем. При удалении земли было обнаружено ещё около 1800 предметов. В больших количествах встречалось оружие и инструменты, но все же больше было ключей, замков, гвоздей, дверных петель и ручек. Макет замка был восстановлен так, чтобы соответствовать макету XVII века.